# Greekazo
Greekazo, pseudonimo di Alexander Cielma Miliarakis (Hässelby, 30 marzo 2001), è un rapper svedese di origini greche.

## Biografia
Greekazo è salito alla ribalta dopo aver collaborato con Einár nella hit Nr 1, certificata platino e prima top ten dell'artista nella Sverigetopplistan. Ha in seguito inciso HotSpot, certificata oro e prima entrata del rapper a raggiungere il podio svedese. Il brano, assieme a Försent (doppio platino; 2019) e Ice Cream (platino e candidata per il Grammis alla canzone dell'anno; 2019), hanno trainato l'uscita del primo album in studio Gör nu, tänk sen, arrivato al 3º posto nella classifica svedese.
6ton5, reso disponibile per il consumo a partire dall'aprile 2021, è arrivato al 15º posto della graduatoria LP svedese.

## Discografia

### Album in studio
- 2020 – Gör nu, tänk sen
- 2021 – 6ton5

### Singoli
- 2019 – Sprayad (feat. DnoteOnDaBeat & Yei Gonzalez)
- 2019 – Försent (con 1.Cuz e Yei Gonzalez)
- 2019 – HotSpot (feat. DnoteOnDaBeat)
- 2019 – Apoteket (feat. DnoteOnDaBeat & Yei Gonzalez)
- 2020 – Ice Cream (feat. Dree Low)
- 2020 – Puta (feat. Yei Gonzalez)
- 2020 – Eat Sleep Repeat (con Yei Gonzalez)
- 2020 – Vart vi står (con L.T)
- 2020 – Kaktus
- 2020 – Gangsta Christmas (feat. E4an)
- 2021 – Jag ljög
- 2021 – Ingen annan
- 2021 – Fuck You
- 2022 – D.G.B.N (con DnoteOnDaBeat e Moewgli)
- 2022 – Kommer & går
- 2022 – G-Code (con Mackan)
- 2022 – Deeper (con Mackan)
- 2022 – Bästfriend (con Mackan)
- 2022 – Skimma (con Rami e Mackan)
- 2022 – Nervous (con Mackan)
- 2022 – Helgen (feat. Roc Boyz)
- 2022 – Offerkofta (con Mackan)
- 2024 – 1 till (con Broiler e Hjorterud Allé)
- 2024 – Håll käften
- 2024 – Ingen vet (con Nineb Youk)
- 2024 – Buntar o sånt (con 25 e Sweyway)
- 2024 – 2lurar
- 2024 – Älskar & hatar (feat. Pablo Paz & Takenoelz)
- 2024 – Radarn (con Romanos e B.Baby)
- 2024 – Upplopp (con Dani M)
- 2024 – Hva vil du (con El Papi e Philippe)
- 2024 – HotSpot (X-Mas) (con Kayen)
- 2024 – Min gumma (con Sweyway)
- 2025 – Håller mig själv (con Adaam)
- 2025 – Trending (con Adaam)
- 2025 – Ela ela (con Adaam)

### Collaborazioni
- 2021 – Cut 'Em Off (B.Baby feat. Greekazo)